# Maria Gemma Rubí Casals
Maria Gemma Rubí i Casals (Manresa, 1963) es una historiadora española, especialista en historia de España y de Cataluña de los siglos XIX y XX.
Obtuvo la licenciatura en Historia Contemporánea en 1987, la Licenciatura en Ciencias Políticas y Sociología en 1992, y se doctoró en la Universidad Autónoma de Barcelona y en la École des Hautes Études Sciences Sociales de París el año 2003. Actualmente, la doctora Rubí es profesora, con acreditación de catedrática de historia contemporánea, en la Universidad Autónoma de Barcelona, dirige un proyecto de investigación financiado por el Ministerio de Educación del Gobierno de España sobre la historia de la corrupción y la anticorrupción en España y Cuba de época contemporánea. Asimismo, es la investigadora principal de la red de estudios de historia de la corrupción en Europa como representante de la historiografía española, coordinadora académica del grupo Política, Instituciones y Corrupción en la Época Contemporánea, y organizadora, junto a Borja de Riquer y otros historiadores, del Primer Congreso Internacional de historia de la corrupción política en la España contemporánea (siglos XIX-XXI).

### Obra[1][3][4]
Cabe subrayar en su obra las siguientes temáticas: políticas de memoria sobre la Semana Trágica (1909) y sobre la Guerra de la Independencia Española (1808-1814), especialmente, las batallas del Bruch y el territorio de la Cataluña central  y la ciudad de Manresa, y  corrupción política en la España contemporánea, caciquismo y clientelismo en la Cataluña de la Restauración borbónica (1874-1931); historia cultural de la política abundando en los procesos de nacionalización, republicanismo y nacionalismo durante el reinado de Alfonso XIII (1902-1913), a través del seguimiento y análisis de las visitas reales a diversas regiones del reino.  Además, ha intervenido de manera muy activa en la investigación y redacción de biografías de parlamentarios del Congreso de los Diputados de los siglos XIX y XX, cuyos estudios han sido presentados en las conferencias organizadas por la International Commission for the History of Representative and Parliamentary Institutions y publicados en la revista Parliaments, Estates and Representation.
La tesis doctoral de Maria Gemma Rubí i Casals lleva por título: El Mundo de la política en la Cataluña urbana de la Restauración. El caso de una ciudad industrial: Manresa (1875-1923), y fue dirigida por los historiadores Borja de Riquer y Bernard Vincent.

#### Libros publicados
- Vots, electors i corrupció : una reflexió sobre l'apatia política a Catalunya (1869-1923), Publicacions de l'Abadia de Montserrat, 2012.
- Els orígens del republicanisme nacionalista a Catalunya. El Centre Nacionalista Republicà a Catalunya (1906-1910), Generalitat de Catalunya, 2009.
- Manresa i la Catalunya central a Guerra del Francès: de la revolta a la destrucció, Ajuntament de Manresa/Centre d'Estudis del Bages, 2009.
- Els catalans i la política en temps del caciquisme. Manresa, 1875-1923, Eumo Editorial, 2006.
- El caciquisme i el despertar de la societat de masses. Manresa, 1875-1901 (i CD amb annexos), Centre d'Estudis del Bages/Arxiu Comarcal de Manresa, 2005.

#### Libros en colaboración
- Rubí, M. Gemma; Toledano, Lluís Ferran; Riquer, Borja de; Pérez Francesch, Joan Lluís, Luján, Oriol (Dirs.), La corrupción política en la España contemporánea, Marcial Pons, 2018.
- Rubí, M.Gemma; Ucelay Da Cal, Enric;Espinet, Francesc, Solidaritat Catalana i Espanya (1905-1909), Base, 2008.
- Rubí, M.Gemma; Ferrer, Llorenç; Rodó, Jordi; Torras, Marc,Historia del autogobierno de Cataluña, Publicacions de la Generalitat de Catalunya, 2007.
- Rubí, M. Gemma; Virós, Lluís, La Cambra de Comerç i Indústria de Manresa (1906-2006). Cent anys d'impuls econòmic, Angle Editorial, 2006.